# Doris Bühler-Niederberger
Doris Bühler-Niederberger (* 1950) ist eine Schweizer Soziologin und Expertin für die Soziologie der Kindheit.

## Leben
Doris Bühler-Niederberger promovierte 1982 an der Universität Zürich zum Dr. phil. und habilitierte sich (nach einem Studienaufenthalt als Visiting Scholar an der University of California in San Francisco) 1991 ebenfalls in Zürich. 1994 wurde sie Professorin für Soziologie der Familie, der Jugend und der Erziehung an der Bergischen Universität Wuppertal. Seit 2019 ist sie dort Seniorprofessorin. Bühler-Niederberger war Sprecherin der Sektion Soziologie der Kindheit der Deutschen Gesellschaft für Soziologie (DGS). Sie ist außerdem Past President des Research Committee 53 Sociology of Childhood in the International Sociological Association (ISA). 
Schwerpunkte ihrer Arbeit liegen in der soziologischen Erforschung des Aufwachsens und v. a. der dafür relevanten Professionen und Institutionen und sozialen Ungleichheiten. In Kooperation mit Universitäten in Zentralasien forscht sie zu Aufwachsen und Generationenbeziehungen in dieser Region.
Bühler-Niederberger wurde im Juni 2024 für das Liken von X-Posts kritisiert, die laut Jüdischer Allgemeine Antisemitismus im Zusammenhang mit dem Krieg in Israel und Gaza verbreiteten. Anlass gaben ihre gut beachteten X-Posts zum Leiden der palästinensischen Kinder. 

## Schriften (Auswahl)

### Monographien
- Formenvielfalt in der Fremderziehung. Zwischen Anlehnung und Konstruktion. Enke, Stuttgart 1988, ISBN 3-432-97521-X (mit Josef Martin Niederberger).
- Legasthenie. Geschichte und Folgen einer Pathologisierung. Leske und Budrich, Opladen 1991, ISBN 3-8100-0897-4.
- Kindheit und die Ordnung der Verhältnisse. Von der gesellschaftlichen Macht der Unschuld und dem kreativen Individuum. Juventa-Verlag, Weinheim/München 2005, ISBN 978-3-7799-0228-7.
- Lebensphase Kindheit. Theoretische Ansätze, Akteure und Handlungsräume. (2. überarbeitete Auflage) Juventa-Verlag, Weinheim/Basel 2019, ISBN 978-3-7799-2623-8.

### Herausgeberschaften
- Macht der Unschuld. Das Kind als Chiffre. VS Verlag für Sozialwissenschaften, Wiesbaden 2005, ISBN 3-8100-3982-9.
- Kindheit zwischen fürsorglichem Zugriff und gesellschaftlicher Teilhabe. VS Verlag für Sozialwissenschaften, Wiesbaden 2010, ISBN 978-3-531-16457-1.
- Kinderschutz. Wie kindzentriert sind Programme, Praktiken, Perspektiven? Beltz Juventa, Weinheim/Basel 2014, ISBN 978-3-7799-2955-0 (mit Lars Alberth und Steffen Eisentraut).
- Victim, perpetrator, or what else? A generational and gender perspective on violence against children, youth, and violence. Sociological Studies of Children and Youth, vol. 25. Emerald Publishing, Bingley 2019, ISBN 978-1-78973-336-5 (mit Lars Alberth).
- The Emerald Handbook of Childhood and Youth in Asian Societies: Generations between Local and Global Dynamics. Emerald Publishing, Bingley 2023, ISBN 978-1-80382-284-6 (mit Gu Xiaorong, Jessica Schwittek und Elena Kim) https://www.emerald.com/insight/publication/doi/10.1108/9781803822839
- Palästinensische Kindheit und Jugend. Aufwachsen in Konstellationen von Ausgrenzung und Gewalt. Westfälisches Dampfboot, Münster 2025, ISBN 978-3-89691-142-1 (mit Manfred Liebel). https://www.dampfboot-verlag.de/files/leseproben/lp-buehlerliebel-142.pdf